# 香港歐亞混血兒
香港歐亞混血兒(英語：Eurasians in Hong Kong)，是指二戰前在香港出生和成长，而同時擁有歐洲亞洲血統的混血兒族群。香港翻译外国人名的时候，习惯用归化音译法，就是把外国人名按照粤语发音，尽量译得像中国人的名字。例如，何东家族始祖何仕文（荷兰姓氏Bosman)，施炳光家族始祖施文（德国姓氏Zimmern)，其混血儿后代也使用了这些由归化音译而来的姓，作为其中文姓氏。

## 历史
自鴉片戰爭後香港開埠開始，歐洲裔與亞洲族裔（猶太裔、印度裔、巴斯裔、亞美尼亞裔、海外华裔）來港經商，不少男子離鄉背井多年，基於生理和心理需要，包養或保護一些华裔女子——「涉外婚婦」，而他們所生的非婚生子女，就是香港歐亞混血兒。早年受到政府、歐洲人與華人的歧視，生活艱苦。但他們普遍接受西式教育，有優秀的閱讀和書寫英文和中文（指廣東話）能力，逐漸在商業和政治上取得優勢。
1897年，何東、何福兄弟獲政府批准將摩星嶺其父何仕文的衣冠冢与其母施娣合葬墳地的一帶劃為私人墳場，命名昭遠墳場。由於該地已葬有其他如冼德芬母黃氏等歐亞混血族群先人，故昭遠墳場亦為族群的墳場。
1929年，黃金福收到一位不肯透露姓名的歐亞混血兒的捐款，於是牽頭成立了「同仁會」（Welfare League），旨在守望相助，教育下一代，專為陷於孤立無援的混血兒提供支援、協助。何東和羅旭龢分別出任創會正副會長。
由於二戰後大量移民和人材資金湧入香港，香港歐亞混血兒的優勢漸失。但歐亞混血兒的长相附合黄种人的审美标准，如同澳門小姐競選那样，歐亞混血兒在香港选美中，屡获殊荣。目前，绝大部分香港歐亞混血兒，因大眾對他們的歧視已消除，普遍融入香港主流社會中，依然在香港居住。少部分，则由于各种原因分散在世界各地。

## 界定
- 血緣：具有華人及非華人的血統，無論是從父系或母系方面獲得，或由雙方獲得和不論所俱備血緣的成份的多少；
- 父親離港後普遍被遺棄，與華人母親生活，自我認同是「華人」而不加否定；

## 官方定義
於二十世紀初的人口調查中，政府曾在族群選項上新增了本項，還定義了為：歐洲白人男子與華人女子所生的混血後代。而於二戰後後取消了此選擇。而廣義上華裔與非華裔的亞洲族裔（猶太裔、印度裔、巴斯裔、亞美尼亞裔、海外华裔）的混血後代俱為香港歐亞混血兒。

## 名人例子

### 軍政界
- 羅旭龢
- 施炳光
- 何世禮
- 羅德丞
- 列顯倫

### 商界
- 何東
- 何福
- 何鴻章
- 何鴻燊
- 何超瓊
- 何超鳳
- 何超儀
- 何猷龍
- 羅長肇
- 施燦光
- 張德輝
- 陳啟明
- 洪錦城
- 黃金福

### 專業領域
- 冼德芬
- 洪千
- 羅文錦

### 教育、文學
- 施玉麒
- 西門士夫人（英语：Joyce Symons）
- 羅怡基
- 郭慎墀
- 謝琮賢
- 何婉鴻

### 演藝界
- 李小龍
- 郭秀雲
- 郭羨妮
- 黃秋生
- 莫文蔚
- 張栢芝
- 關朝聰

### 体育界
- 何诗蓓